# Babylon (2022)
Babylon (bra: Babilônia; prt: Babylon) é um longa-metragem épico de comédia dramática e ficção histórica estadunidense escrito e dirigido por Damien Chazelle, estrelado por Brad Pitt, Margot Robbie, Diego Calva, Jean Smart, Jovan Adepo e Li Jun Li nos papéis principais. Tobey Maguire atua como produtor executivo e aparece em um papel coadjuvante.
Babylon foi lançado nos Estados Unidos em 25 de dezembro de 2022 pela Paramount Pictures.

## Elenco
- Brad Pitt como Jack Conrad
- Margot Robbie como Nellie LaRoy
- Diego Calva como Manny Torres
- Jean Smart como Elinor St. John
- Jovan Adepo como Sidney Palmer
- Li Jun Li como Lady Fay Zhu
- Olivia Hamilton como Ruth Adler
- P.J. Byrne como Max
- Lukas Haas como George Munn
- Max Minghella como Irving Thalberg
- Rory Scovel como The Count
- Katherine Waterston como Estelle Conrad
- Tobey Maguire como James McKay
- Flea como Bob Levine
- Jeff Garlin como Don Wallach
- Eric Roberts como Robert Roy
- Samara Weaving como Constance Moore
- Olivia Wilde como Ina Conrad
- Spike Jonze como Otto Von Strassberger
- Chloe Fineman como Marion Davies
- Phoebe Tonkin como Jane Thornton
- Troy Metcalf como Orville Pickwicl
- Damon Gupton

## Produção

### Desenvolvimento
Foi anunciado em julho de 2019 que Damien Chazelle havia definido seu próximo projeto, um drama de época ambientado na era de ouro de Hollywood. A Lionsgate foi a principal candidata a adquirir o projeto, com Emma Stone e Brad Pitt em negociações para estrelar. Em novembro, a Paramount Pictures adquiriu os direitos de distribuição mundiais do projeto, com Stone e Pitt ainda circulando para papéis. Pitt confirmou seu envolvimento em janeiro de 2020, descrevendo o filme como sendo ambientado quando a era do cinema mudo passou para o som. Ele interpretará um personagem fictício baseado no ator e diretor John Gilbert. Em dezembro de 2020, Stone saiu do filme devido a conflitos de agenda, com Margot Robbie em negociações iniciais para substituí-la, e Li Jun Li foi escalado para interpretar Anna May Wong. Robbie foi confirmada em março de 2021 para interpretar Clara Bow, com Jovan Adepo e Diego Calva também se juntando. Em junho, Katherine Waterston, Max Minghella, Flea, Samara Weaving, Rory Scovel, Lukas Haas, Eric Roberts, P.J. Byrne, Damon Gupton, Olivia Wilde, Spike Jonze, Phoebe Tonkin e Tobey Maguire (que também é produtor executivo do filme), se juntaram ao elenco. Em julho de 2021, Jean Smart se juntou ao elenco. Em agosto de 2021, Chloe Fineman, Jeff Garlin e Troy Metcalf se juntaram ao elenco do filme.

### Filmagens
As filmagens estavam programadas para ocorrer na Califórnia em meados de 2020, depois de garantir um crédito fiscal estadual. No entanto, foram adiadas devido à pandemia de COVID-19 e começou a ser filmado em 1º de julho de 2021.

## Lançamento
Babylon foi inicialmente agendado para ter um lançamento limitado em 25 de dezembro de 2021 e um lançamento amplo em 7 de janeiro de 2022 nos Estados Unidos, mas devido à pandemia de COVID-19, foi remarcado para um lançamento limitado em 25 de dezembro de 2022, seguido por um lançamento amplo em 6 de janeiro de 2023.
O filme foi lançado em Portugal e no Brasil em 19 de janeiro de 2023.
O filme foi indicado ao Oscar por Melhor Trilha Sonora Original, Melhor Figurino e Melhor Design de Produção. Em 30 de janeiro de 2023 o filme recebeu sua data de lançamento em 4K, Blu-ray e DVD para 21 de março.